# Cyklomapa

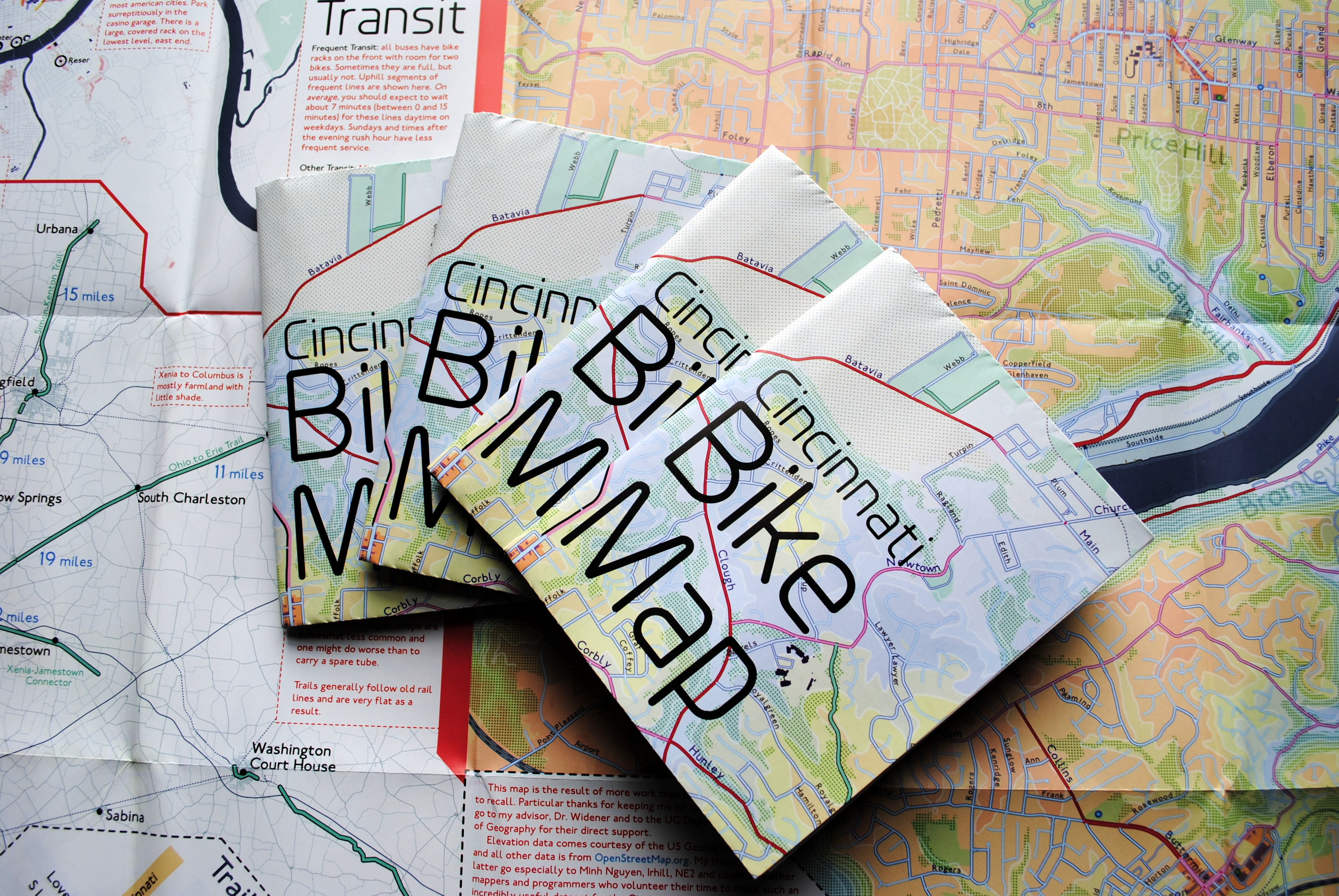

Cyklomapa (někdy také cyklistická mapa) je mapa, která je specificky vytvořená pro jízdu na kole. Většinou obsahuje značení cyklistických tras, cyklopruhy, parkovací stojany a opravny. Existují jak v klasickém papírovém formátu, tak v online podobě. Soustředit se mohou buď na konkrétní území jako je město, okres či země, nebo na konkrétní cyklotrasu, jako je například pravidelně vydávaná mapa k trasám EuroVelo.
Existují komerčně prodávané cyklomapy, ale i mapy distribuované zdarma. Ty většinou slouží jako propagace lokálního turismu.  

## Bezpečnost
Kromě zaměření na cyklistickou infrastrukturu se také věnuje bezpečnosti jízdy na kole. Oproti mapám zaměřeným na motoristy neukazuje nutně vždy tu nejkratší cestu, ale primárně cestu bezpečnou, či méně frekventovanou automobilovou dopravou. Často také upozorňuje na vysoká stoupání či klesání, která jsou u klasických kol složitější pro jízdu. 

## Online mapy
S rozšířením popularity internetu se popularizovaly také online cyklomapy, které mají často také možnost plánovaní tras. Oproti papírovým mapám mají výhodu možnosti rychlé aktualizace, přídávaní fotek a zapojení uživatelů do rozšiřování obsahu. V Česku existuje například online mapa provozovaná portálem Městem na kole, nebo brněnská mapa provozovaná spolkem Brno na kole.